# Clasificación Europea para la Copa Mundial de fútbol sala de la FIFA 2024
La Clasificación Europea para la Copa Mundial de fútbol sala de la FIFA 2024 fue el torneo de fútbol sala que se jugó para definir a los siete clasificados de la UEFA a la Copa Mundial de fútbol sala de la FIFA 2024 a disputarse en Uzbekistán.

## Formato
La clasificación constaba de cinco rondas:
- Ronda Preliminar: Las peores 24 selecciones de UEFA participaron en esta fase, las cuales fueron divididas en seis grupos de cuatro equipos. Los dos primeros lugares de cada grupo avanzan a la ronda principal.
- Ronda Principal: Las 36 selecciones se dividieron en doce grupos de tres equipos cada uno. Los ganadores de cada grupo más los cuatro mejores segundos lugares avanzan a la ronda élite. Los otros segundos lugares acceden a la ronda de play-off.
- Play-off Principal: Los ocho equipos se dividen en cuatro enfrentamientos de eliminación directa a ida y vuelta. Los ganadores acceden a la ronda élite.
- Ronda Élite: Los 20 equipos son divididos en cinco grupos de cuatro equipos. Los ganadores de cada grupo clasifican al mundial, mientras que los cuatro mejores segundos lugares clasifican al play-off.
- Repechaje: Los cuatro equipos son divididos en dos series de eliminación directa a jugar partidos de ida y vuelta. Los ganadores clasifican al mundial.

## Participantes
Participaron 48 equipos, los cuales fueron clasificados según el coeficiente de UEFA para determinar el orden:
| Participantes en la ronda principal | Participantes en la ronda preliminar |
| ----------------------------------- | ------------------------------------ |
| España (1)                          | Moldavia (25)                        |
| Rusia (2)                           | Albania (26)                         |
| Portugal (3)                        | Turquía (27)                         |
| Kazajistán (4)                      | Kosovo (28)                          |
| Azerbaiyán (5)                      | Montenegro (29)                      |
| Ucrania (6)                         | Suecia (31)                          |
| Serbia (7)                          | Suiza (32)                           |
| Italia (8)                          | Noruega (33)                         |
| Eslovenia (9)                       | Bulgaria (34)                        |
| Croacia (10)                        | Dinamarca (35)                       |
| República Checa (11)                | Armenia (36)                         |
| Bielorrusia (12)                    | Grecia (37)                          |
| Rumania (13)                        | Alemania (38)                        |
| Hungría (14)                        | Chipre (39)                          |
| Francia (15)                        | Lituania (41)                        |
| Eslovaquia (16)                     | Israel (42)                          |
| Países Bajos (17)                   | Andorra (43)                         |
| Bosnia y Herzegovina (18)           | Estonia (44)                         |
| Polonia (19)                        | Malta (45)                           |
| Bélgica (20)                        | Gibraltar (46)                       |
| Finlandia (21)                      | San Marino (47)                      |
| Georgia (22)                        | Escocia (48)                         |
| Letonia (23)                        | Irlanda del Norte (49)               |
| Macedonia del Norte (24)            | Austria (50)                         |

| Inglaterra (30) | Gales (40)       | Irlanda (NR)       | Islandia (NR) |
| Luxemburgo (NR) | Islas Feroe (NR) | Liechtenstein (NR) |               |

Notas
- NR – Sin clasificación (no han jugado partidos en los últimos 36 meses)

## Ronda Preliminar

### Grupo A
| Pos. | Equipo       | Pts. | PJ | G | E | P | GF | GC | Dif. | Clasificación   |
| ---- | ------------ | ---- | -- | - | - | - | -- | -- | ---- | --------------- |
| 1    | Alemania (H) | 7    | 3  | 2 | 1 | 0 | 16 | 3  | +13  | Ronda Principal |
| 2    | Montenegro   | 7    | 3  | 2 | 1 | 0 | 9  | 3  | +6   | Ronda Principal |
| 3    | Gibraltar    | 3    | 3  | 1 | 0 | 2 | 2  | 14 | −12  |                 |
| 4    | San Marino   | 0    | 3  | 0 | 0 | 3 | 1  | 8  | −7   |                 |

 Fuente: UEFA
Criterios de clasificación: 
| Equipo 1   | Resultado | Equipo 2   |
| ---------- | --------- | ---------- |
| San Marino | 0 - 1     | Montenegro |
| Alemania   | 8 - 0     | Gibraltar  |
| Montenegro | 5 - 0     | Gibraltar  |
| San Marino | 0 - 5     | Alemania   |
| Gibraltar  | 2 - 1     | San Marino |
| Alemania   | 3 - 3     | Montenegro |

### Grupo B
| Pos. | Equipo      | Pts. | PJ | G | E | P | GF | GC | Dif. | Clasificación   |
| ---- | ----------- | ---- | -- | - | - | - | -- | -- | ---- | --------------- |
| 1    | Dinamarca   | 5    | 3  | 1 | 2 | 0 | 12 | 4  | +8   | Ronda Principal |
| 2    | Chipre      | 5    | 3  | 1 | 2 | 0 | 7  | 6  | +1   | Ronda Principal |
| 3    | Noruega (H) | 4    | 3  | 1 | 1 | 1 | 13 | 6  | +7   | Ronda Principal |
| 4    | Malta       | 1    | 3  | 0 | 1 | 2 | 3  | 19 | −16  |                 |

 Fuente: UEFA
Criterios de clasificación: 
Notas:
1. ↑  Originalmente Rusia se había preclasificado a la ronda principal, pero el 2 de mayo de 2022 la UEFA suspendió a todas las representaciones de Rusia de toda competición europea debido a la invasión a Ucrania. Rusia fue reemplazado por Noruega como mejor tercer lugar en la ronda preliminar.[3]

| Equipo 1  | Resultado | Equipo 2  |
| --------- | --------- | --------- |
| Dinamarca | 8 - 0     | Malta     |
| Chipre    | 3 - 2     | Noruega   |
| Chipre    | 2 - 2     | Dinamarca |
| Noruega   | 9 - 1     | Malta     |
| Malta     | 2 - 2     | Chipre    |
| Noruega   | 2 - 2     | Dinamarca |

### Grupo C
| Pos. | Equipo       | Pts. | PJ | G | E | P | GF | GC | Dif. | Clasificación   |
| ---- | ------------ | ---- | -- | - | - | - | -- | -- | ---- | --------------- |
| 1    | Armenia      | 9    | 3  | 3 | 0 | 0 | 16 | 1  | +15  | Ronda Principal |
| 2    | Kosovo       | 6    | 3  | 2 | 0 | 1 | 7  | 3  | +4   | Ronda Principal |
| 3    | Bulgaria (H) | 3    | 3  | 1 | 0 | 2 | 9  | 7  | +2   |                 |
| 4    | Escocia      | 0    | 3  | 0 | 0 | 3 | 3  | 24 | −21  |                 |

 Fuente: UEFA
Criterios de clasificación: 
| Equipo 1 | Resultado | Equipo 2 |
| -------- | --------- | -------- |
| Armenia  | 11 - 0    | Escocia  |
| Bulgaria | 0 - 2     | Kosovo   |
| Kosovo   | 4 - 1     | Escocia  |
| Bulgaria | 0 - 3     | Armenia  |
| Kosovo   | 1 - 2     | Armenia  |
| Escocia  | 2 - 9     | Bulgaria |

### Grupo D
| Pos. | Equipo            | Pts. | PJ | G | E | P | GF | GC | Dif. | Clasificación   |
| ---- | ----------------- | ---- | -- | - | - | - | -- | -- | ---- | --------------- |
| 1    | Lituania (H)      | 9    | 3  | 3 | 0 | 0 | 8  | 1  | +7   | Ronda Principal |
| 2    | Israel            | 4    | 3  | 1 | 1 | 1 | 5  | 6  | −1   | Ronda Principal |
| 3    | Turquía           | 3    | 3  | 1 | 0 | 2 | 9  | 10 | −1   |                 |
| 4    | Irlanda del Norte | 1    | 3  | 0 | 1 | 2 | 7  | 12 | −5   |                 |

 Fuente: UEFA
Criterios de clasificación: 
| Equipo 1          | Resultado | Equipo 2          |
| ----------------- | --------- | ----------------- |
| Israel            | 3 - 3     | Irlanda del Norte |
| Lituania          | 4 - 1     | Turquía           |
| Turquía           | 7 - 4     | Irlanda del Norte |
| Lituania          | 2 - 0     | Israel            |
| Turquía           | 1 - 2     | Israel            |
| Irlanda del Norte | 0 - 2     | Lituania          |

### Grupo E
| Pos. | Equipo     | Pts. | PJ | G | E | P | GF | GC | Dif. | Clasificación   |
| ---- | ---------- | ---- | -- | - | - | - | -- | -- | ---- | --------------- |
| 1    | Suecia (H) | 7    | 3  | 2 | 1 | 0 | 13 | 5  | +8   | Ronda Principal |
| 2    | Austria    | 4    | 3  | 1 | 1 | 1 | 7  | 10 | −3   | Ronda Principal |
| 3    | Albania    | 3    | 3  | 1 | 0 | 2 | 5  | 9  | −4   |                 |
| 4    | Andorra    | 3    | 3  | 1 | 0 | 2 | 9  | 10 | −1   |                 |

 Fuente: UEFA
Criterios de clasificación: 
Notas:
1. 1 2  Enfrentamiento directo: Albania 3, Andorra 0.

| Equipo 1 | Resultado | Equipo 2 |
| -------- | --------- | -------- |
| Andorra  | 2 - 3     | Albania  |
| Suecia   | 3 - 3     | Austria  |
| Albania  | 2 - 3     | Austria  |
| Andorra  | 2 - 6     | Suecia   |
| Austria  | 1 - 5     | Andorra  |
| Albania  | 0 - 4     | Suecia   |

### Grupo F
| Pos. | Equipo       | Pts. | PJ | G | E | P | GF | GC | Dif. | Clasificación   |
| ---- | ------------ | ---- | -- | - | - | - | -- | -- | ---- | --------------- |
| 1    | Moldavia (H) | 9    | 3  | 3 | 0 | 0 | 8  | 2  | +6   | Ronda Principal |
| 2    | Grecia       | 6    | 3  | 2 | 0 | 1 | 11 | 5  | +6   | Ronda Principal |
| 3    | Suiza        | 3    | 3  | 1 | 0 | 2 | 11 | 12 | −1   |                 |
| 4    | Estonia      | 0    | 3  | 0 | 0 | 3 | 5  | 16 | −11  |                 |

 Fuente: UEFA
Criterios de clasificación: 
| Equipo 1 | Resultado | Equipo 2 |
| -------- | --------- | -------- |
| Grecia   | 5 - 2     | Estonia  |
| Suiza    | 1 - 4     | Moldavia |
| Suiza    | 1 - 5     | Grecia   |
| Moldavia | 2 - 0     | Estonia  |
| Estonia  | 3 - 9     | Suiza    |
| Moldavia | 2 - 1     | Grecia   |

## Ronda Principal

### Grupo 1
| Pos. | Equipo   | Pts. | PJ | G | E | P | GF | GC | Dif. | Clasificación     |
| ---- | -------- | ---- | -- | - | - | - | -- | -- | ---- | ----------------- |
| 1    | España   | 12   | 4  | 4 | 0 | 0 | 35 | 2  | +33  | Ronda Élite       |
| 2    | Moldavia | 6    | 4  | 2 | 0 | 2 | 11 | 12 | −1   | Playoff Principal |
| 3    | Chipre   | 0    | 4  | 0 | 0 | 4 | 1  | 33 | −32  |                   |

 Fuente: UEFA
Criterios de clasificación: 
|          | España | Moldavia | Chipre |
| -------- | ------ | -------- | ------ |
| España   |        | 7 - 2    | 13 - 0 |
| Moldavia | 0 - 4  |          | 7 - 1  |
| Chipre   | 0 - 11 | 0 - 2    |        |

### Grupo 2
| Pos. | Equipo  | Pts. | PJ | G | E | P | GF | GC | Dif. | Clasificación     |
| ---- | ------- | ---- | -- | - | - | - | -- | -- | ---- | ----------------- |
| 1    | Georgia | 12   | 4  | 4 | 0 | 0 | 23 | 12 | +11  | Ronda Élite       |
| 2    | Bélgica | 6    | 4  | 2 | 0 | 2 | 23 | 12 | +11  | Playoff Principal |
| 3    | Austria | 0    | 4  | 0 | 0 | 4 | 7  | 29 | −22  |                   |

 Fuente: UEFA
Criterios de clasificación: 
|         | Georgia | Bélgica | Austria |
| ------- | ------- | ------- | ------- |
| Georgia |         | 4 - 2   | 6 - 4   |
| Bélgica | 4 - 7   |         | 11 - 0  |
| Austria | 2 - 6   | 1 - 6   |         |

### Grupo 3
| Pos. | Equipo               | Pts. | PJ | G | E | P | GF | GC | Dif. | Clasificación     |
| ---- | -------------------- | ---- | -- | - | - | - | -- | -- | ---- | ----------------- |
| 1    | Armenia              | 12   | 4  | 4 | 0 | 0 | 15 | 8  | +7   | Ronda Élite       |
| 2    | República Checa      | 6    | 4  | 2 | 0 | 2 | 12 | 11 | +1   | Playoff Principal |
| 3    | Bosnia y Herzegovina | 0    | 4  | 0 | 0 | 4 | 8  | 16 | −8   |                   |

 Fuente: UEFA
Criterios de clasificación: 
|                      | República Checa | Bosnia y Herzegovina | Armenia |
| -------------------- | --------------- | -------------------- | ------- |
| República Checa      |                 | 4 - 2                | 1 - 4   |
| Bosnia y Herzegovina | 1 - 5           |                      | 3 - 4   |
| Armenia              | 4 - 2           | 3 - 2                |         |

### Grupo 4
| Pos. | Equipo      | Pts. | PJ | G | E | P | GF | GC | Dif. | Clasificación     |
| ---- | ----------- | ---- | -- | - | - | - | -- | -- | ---- | ----------------- |
| 1    | Portugal    | 12   | 4  | 4 | 0 | 0 | 17 | 5  | +12  | Ronda Élite       |
| 2    | Lituania    | 4    | 4  | 1 | 1 | 2 | 4  | 11 | −7   | Playoff Principal |
| 3    | Bielorrusia | 1    | 4  | 0 | 1 | 3 | 8  | 13 | −5   |                   |

 Fuente: UEFA
Criterios de clasificación: 
|             | Portugal | Bielorrusia | Lituania |
| ----------- | -------- | ----------- | -------- |
| Portugal    |          | 5 - 3       | 2 - 0    |
| Bielorrusia | 2 - 4    |             | 2 - 2    |
| Lituania    | 0 - 6    | 2 - 1       |          |

### Grupo 5
| Pos. | Equipo     | Pts. | PJ | G | E | P | GF | GC | Dif. | Clasificación |
| ---- | ---------- | ---- | -- | - | - | - | -- | -- | ---- | ------------- |
| 1    | Kazajistán | 10   | 4  | 3 | 1 | 0 | 17 | 4  | +13  | Ronda Élite   |
| 2    | Eslovenia  | 7    | 4  | 2 | 1 | 1 | 10 | 7  | +3   | Ronda Élite   |
| 3    | Montenegro | 0    | 4  | 0 | 0 | 4 | 3  | 19 | −16  |               |

 Fuente: UEFA
Criterios de clasificación: 
|            | Kazajistán | Eslovenia | Montenegro |
| ---------- | ---------- | --------- | ---------- |
| Kazajistán |            | 2 - 0     | 7 - 0      |
| Eslovenia  | 3 - 3      |           | 3 - 1      |
| Montenegro | 1 - 5      | 1 - 4     |            |

### Grupo 6
| Pos. | Equipo     | Pts. | PJ | G | E | P | GF | GC | Dif. | Clasificación |
| ---- | ---------- | ---- | -- | - | - | - | -- | -- | ---- | ------------- |
| 1    | Polonia    | 9    | 4  | 3 | 0 | 1 | 17 | 7  | +10  | Ronda Élite   |
| 2    | Azerbaiyán | 9    | 4  | 3 | 0 | 1 | 18 | 12 | +6   | Ronda Élite   |
| 3    | Grecia     | 0    | 4  | 0 | 0 | 4 | 3  | 19 | −16  |               |

 Fuente: UEFA
Criterios de clasificación: 
Notas:
1. 1 2  Head-to-head goal difference: Poland +4, Azerbaijan −4.

|            | Azerbaiyán | Polonia | Grecia |
| ---------- | ---------- | ------- | ------ |
| Azerbaiyán |            | 4 - 3   | 5 - 2  |
| Polonia    | 7 - 2      |         | 3 - 0  |
| Grecia     | 0 - 7      | 1 - 4   |        |

### Grupo 7
| Pos. | Equipo  | Pts. | PJ | G | E | P | GF | GC | Dif. | Clasificación     |
| ---- | ------- | ---- | -- | - | - | - | -- | -- | ---- | ----------------- |
| 1    | Croacia | 10   | 4  | 3 | 1 | 0 | 19 | 3  | +16  | Ronda Élite       |
| 2    | Hungría | 5    | 4  | 1 | 2 | 1 | 10 | 9  | +1   | Playoff Principal |
| 3    | Israel  | 1    | 4  | 0 | 1 | 3 | 4  | 21 | −17  |                   |

 Fuente: UEFA
Criterios de clasificación: 
|         | Croacia | Hungría | Israel |
| ------- | ------- | ------- | ------ |
| Croacia |         | 5 - 1   | 6 - 1  |
| Hungría | 1 - 1   |         | 2 - 2  |
| Israel  | 0 - 7   | 1 - 6   |        |

### Grupo 8
| Pos. | Equipo    | Pts. | PJ | G | E | P | GF | GC | Dif. | Clasificación |
| ---- | --------- | ---- | -- | - | - | - | -- | -- | ---- | ------------- |
| 1    | Rumania   | 10   | 4  | 3 | 1 | 0 | 12 | 5  | +7   | Ronda Élite   |
| 2    | Finlandia | 7    | 4  | 2 | 1 | 1 | 11 | 3  | +8   | Ronda Élite   |
| 3    | Dinamarca | 0    | 4  | 0 | 0 | 4 | 5  | 20 | −15  |               |

 Fuente: UEFA
Criterios de clasificación: 
|           | Finlandia | Rumania | Dinamarca |
| --------- | --------- | ------- | --------- |
| Finlandia |           | 1 - 2   | 4 - 1     |
| Rumania   | 0 - 0     |         | 5 - 1     |
| Dinamarca | 0 - 6     | 3 - 5   |           |

### Grupo 9
| Pos. | Equipo  | Pts. | PJ | G | E | P | GF | GC | Dif. | Clasificación |
| ---- | ------- | ---- | -- | - | - | - | -- | -- | ---- | ------------- |
| 1    | Francia | 10   | 4  | 3 | 1 | 0 | 14 | 2  | +12  | Ronda Élite   |
| 2    | Serbia  | 7    | 4  | 2 | 1 | 1 | 9  | 5  | +4   | Ronda Élite   |
| 3    | Noruega | 0    | 4  | 0 | 0 | 4 | 5  | 21 | −16  |               |

 Fuente: UEFA
Criterios de clasificación: 
|         | Serbia | Francia | Noruega |
| ------- | ------ | ------- | ------- |
| Serbia  |        | 0 - 0   | 5 - 1   |
| Francia | 2 - 0  |         | 9 - 1   |
| Noruega | 2 - 4  | 1 - 3   |         |

### Grupo 10
| Pos. | Equipo              | Pts. | PJ | G | E | P | GF | GC | Dif. | Clasificación     |
| ---- | ------------------- | ---- | -- | - | - | - | -- | -- | ---- | ----------------- |
| 1    | Italia              | 8    | 4  | 2 | 2 | 0 | 22 | 14 | +8   | Ronda Élite       |
| 2    | Suecia              | 4    | 4  | 1 | 1 | 2 | 14 | 18 | −4   | Playoff Principal |
| 3    | Macedonia del Norte | 4    | 4  | 1 | 1 | 2 | 11 | 15 | −4   |                   |

 Fuente: UEFA
Criterios de clasificación: 
Notas:
1. 1 2  Gol diferencia: Suecia +1, Macedonia del Norte −1.

|                     | Italia | Macedonia del Norte | Suecia |
| ------------------- | ------ | ------------------- | ------ |
| Italia              |        | 6 - 3               | 6 - 1  |
| Macedonia del Norte | 3 - 3  |                     | 3 - 1  |
| Suecia              | 7 - 7  | 5 - 2               |        |

### Grupo 11
| Pos. | Equipo       | Pts. | PJ | G | E | P | GF | GC | Dif. | Clasificación     |
| ---- | ------------ | ---- | -- | - | - | - | -- | -- | ---- | ----------------- |
| 1    | Ucrania      | 10   | 4  | 3 | 1 | 0 | 13 | 6  | +7   | Ronda Élite       |
| 2    | Países Bajos | 5    | 4  | 1 | 2 | 1 | 8  | 9  | −1   | Playoff Principal |
| 3    | Kosovo       | 1    | 4  | 0 | 1 | 3 | 7  | 13 | −6   |                   |

 Fuente: UEFA
Criterios de clasificación: 
|              | Ucrania | Países Bajos | Kosovo |
| ------------ | ------- | ------------ | ------ |
| Ucrania      |         | 4 - 2        | 3 - 1  |
| Países Bajos | 1 - 1   |              | 2 - 1  |
| Kosovo       | 2 - 5   | 3 - 3        |        |

### Grupo 12
| Pos. | Equipo     | Pts. | PJ | G | E | P | GF | GC | Dif. | Clasificación     |
| ---- | ---------- | ---- | -- | - | - | - | -- | -- | ---- | ----------------- |
| 1    | Eslovaquia | 8    | 4  | 2 | 2 | 0 | 8  | 2  | +6   | Ronda Élite       |
| 2    | Alemania   | 5    | 4  | 1 | 2 | 1 | 5  | 7  | −2   | Playoff Principal |
| 3    | Letonia    | 3    | 4  | 1 | 0 | 3 | 7  | 11 | −4   |                   |

 Fuente: UEFA
Criterios de clasificación: 
|            | Eslovaquia | Letonia | Alemania |
| ---------- | ---------- | ------- | -------- |
| Eslovaquia |            | 3 - 0   | 0 - 0    |
| Letonia    | 1 - 4      |         | 5 - 1    |
| Alemania   | 1 - 1      | 3 - 1   |          |

### Clasificación de los segundos lugares
| Pos. | Grp. | Equipo          | Pts. | PJ | G | E | P | GF | GC | Dif. | Clasificación     |
| ---- | ---- | --------------- | ---- | -- | - | - | - | -- | -- | ---- | ----------------- |
| 1    | 6    | Azerbaiyán      | 9    | 4  | 3 | 0 | 1 | 18 | 12 | +6   |                   |
| 2    | 8    | Finlandia       | 7    | 4  | 2 | 1 | 1 | 11 | 3  | +8   |                   |
| 3    | 9    | Serbia          | 7    | 4  | 2 | 1 | 1 | 9  | 5  | +4   |                   |
| 4    | 5    | Eslovenia       | 7    | 4  | 2 | 1 | 1 | 10 | 7  | +3   |                   |
| 5    | 2    | Bélgica         | 6    | 4  | 2 | 0 | 2 | 23 | 12 | +11  | Playoff Principal |
| 6    | 3    | República Checa | 6    | 4  | 2 | 0 | 2 | 12 | 11 | +1   | Playoff Principal |
| 7    | 1    | Moldavia        | 6    | 4  | 2 | 0 | 2 | 11 | 12 | −1   | Playoff Principal |
| 8    | 7    | Hungría         | 5    | 4  | 1 | 2 | 1 | 10 | 9  | +1   | Playoff Principal |
| 9    | 11   | Países Bajos    | 5    | 4  | 1 | 2 | 1 | 8  | 9  | −1   | Playoff Principal |
| 10   | 12   | Alemania        | 5    | 4  | 1 | 2 | 1 | 5  | 7  | −2   | Playoff Principal |
| 11   | 10   | Suecia          | 4    | 4  | 1 | 1 | 2 | 14 | 18 | −4   | Playoff Principal |
| 12   | 4    | Lituania        | 4    | 4  | 1 | 1 | 2 | 4  | 11 | −7   | Playoff Principal |

 Fuente: 
Criterios de clasificación: 1) puntos; 2) gol diferencia; 3) goles anotados; 4) goles anotados de visitante; 5) victorias; 6) victorias de visita; 7) puntos disciplinarios; 8) coeficiente.

## Playoff Principal
| Equipo 1        | Agr.                 | Equipo 2 | Ida | Vuelta |
| --------------- | -------------------- | -------- | --- | ------ |
| Bélgica         | 5–5 (t. s.) (4–3 p.) | Hungría  | 2–1 | 3–4    |
| Países Bajos    | 11–3                 | Moldavia | 5–2 | 6–1    |
| Suecia          | 4–8                  | Alemania | 2–4 | 2–4    |
| República Checa | 7–3                  | Lituania | 5–2 | 2–1    |

## Ronda Élite

### Grupo A
| Pos. | Equipo       | Pts. | PJ | G | E | P | GF | GC | Dif. | Clasificación |
| ---- | ------------ | ---- | -- | - | - | - | -- | -- | ---- | ------------- |
| 1    | Kazajistán   | 18   | 6  | 6 | 0 | 0 | 17 | 7  | +10  | Copa Mundial  |
| 2    | Países Bajos | 9    | 6  | 3 | 0 | 3 | 14 | 10 | +4   | Repechaje     |
| 3    | Rumania      | 6    | 6  | 2 | 0 | 4 | 11 | 17 | −6   |               |
| 4    | Azerbaiyán   | 3    | 6  | 1 | 0 | 5 | 11 | 19 | −8   |               |

 Fuente: UEFA
Criterios de clasificación: 
|              | Kazajistán | Rumania | Azerbaiyán | Países Bajos |
| ------------ | ---------- | ------- | ---------- | ------------ |
| Kazajistán   |            | 4 – 3   | 3 – 2      | 2 – 0        |
| Rumania      | 0 – 2      |         | 3 – 1      | 0 – 5        |
| Azerbaiyán   | 2 – 4      | 0 – 5   |            | 6 – 1        |
| Países Bajos | 0 – 2      | 5 – 0   | 3 – 0      |              |

### Grupo B
| Pos. | Equipo  | Pts. | PJ | G | E | P | GF | GC | Dif. | Clasificación |
| ---- | ------- | ---- | -- | - | - | - | -- | -- | ---- | ------------- |
| 1    | Ucrania | 13   | 6  | 4 | 1 | 1 | 32 | 12 | +20  | Copa Mundial  |
| 2    | Polonia | 12   | 6  | 4 | 0 | 2 | 21 | 14 | +7   | Repechaje     |
| 3    | Serbia  | 8    | 6  | 2 | 2 | 2 | 13 | 17 | −4   |               |
| 4    | Bélgica | 1    | 6  | 0 | 1 | 5 | 12 | 35 | −23  |               |

 Fuente: UEFA
Criterios de clasificación: 
|         | Ucrania | Polonia | Serbia | Bélgica |
| ------- | ------- | ------- | ------ | ------- |
| Ucrania |         | 2 – 3   | 1 – 1  | 8 – 2   |
| Polonia | 3 – 5   |         | 1 – 2  | 7 – 2   |
| Serbia  | 1 – 6   | 2 – 4   |        | 3 – 3   |
| Bélgica | 2 – 10  | 1 – 3   | 2 – 4  |         |

### Grupo C
| Pos. | Equipo     | Pts. | PJ | G | E | P | GF | GC | Dif. | Clasificación |
| ---- | ---------- | ---- | -- | - | - | - | -- | -- | ---- | ------------- |
| 1    | Francia    | 16   | 6  | 5 | 1 | 0 | 27 | 11 | +16  | Copa Mundial  |
| 2    | Croacia    | 12   | 6  | 4 | 0 | 2 | 20 | 10 | +10  | Repechaje     |
| 3    | Eslovaquia | 4    | 6  | 1 | 1 | 4 | 14 | 26 | −12  |               |
| 4    | Alemania   | 3    | 6  | 1 | 0 | 5 | 11 | 25 | −14  |               |

 Fuente: UEFA
Criterios de clasificación: 
|            | Croacia | Eslovaquia | Francia | Alemania |
| ---------- | ------- | ---------- | ------- | -------- |
| Croacia    |         | 4 – 0      | 1 – 2   | 4 – 0    |
| Eslovaquia | 2 – 4   |            | 4 – 4   | 4 – 3    |
| Francia    | 5 – 2   | 7 – 1      |         | 6 – 2    |
| Alemania   | 1 – 5   | 4 – 3      | 1 – 3   |          |

### Grupo D
| Pos. | Equipo          | Pts. | PJ | G | E | P | GF | GC | Dif. | Clasificación |
| ---- | --------------- | ---- | -- | - | - | - | -- | -- | ---- | ------------- |
| 1    | España          | 16   | 6  | 5 | 1 | 0 | 20 | 2  | +18  | Copa Mundial  |
| 2    | Italia          | 7    | 6  | 2 | 1 | 3 | 14 | 18 | −4   |               |
| 3    | Eslovenia       | 7    | 6  | 2 | 1 | 3 | 10 | 14 | −4   |               |
| 4    | República Checa | 4    | 6  | 1 | 1 | 4 | 13 | 23 | −10  |               |

 Fuente: UEFA
Criterios de clasificación: 
Notas:
1. 1 2  Goles anotados: Italia 14, Eslovenia 10.

|                 | España | Italia | Eslovenia | República Checa |
| --------------- | ------ | ------ | --------- | --------------- |
| España          |        | 1 – 0  | 4 – 0     | 7 – 1           |
| Italia          | 0 – 4  |        | 3 – 1     | 6 – 5           |
| Eslovenia       | 1 – 1  | 4 – 2  |           | 2 – 1           |
| República Checa | 0 – 3  | 3 – 3  | 3 – 2     |                 |

### Grupo E
| Pos. | Equipo    | Pts. | PJ | G | E | P | GF | GC | Dif. | Clasificación |
| ---- | --------- | ---- | -- | - | - | - | -- | -- | ---- | ------------- |
| 1    | Portugal  | 18   | 6  | 6 | 0 | 0 | 32 | 2  | +30  | Copa Mundial  |
| 2    | Finlandia | 12   | 6  | 4 | 0 | 2 | 21 | 10 | +11  | Repechaje     |
| 3    | Armenia   | 3    | 6  | 1 | 0 | 5 | 5  | 25 | −20  |               |
| 4    | Georgia   | 3    | 6  | 1 | 0 | 5 | 3  | 24 | −21  |               |

 Fuente: UEFA
Criterios de clasificación: 
Notas:
1. 1 2  Gol diferencia: Armenia +1, Georgia −1.

|           | Portugal | Georgia | Armenia | Finlandia |
| --------- | -------- | ------- | ------- | --------- |
| Portugal  |          | 5 – 0   | 7 – 1   | 5 – 0     |
| Georgia   | 0 – 5    |         | 2 – 1   | 0 – 5     |
| Armenia   | 0 – 5    | 3 – 1   |         | 0 – 5     |
| Finlandia | 1 – 5    | 5 – 0   | 5 – 0   |           |

### Clasificación de los segundos lugares
| Pos. | Grp. | Equipo       | Pts. | PJ | G | E | P | GF | GC | Dif. | Clasificación |
| ---- | ---- | ------------ | ---- | -- | - | - | - | -- | -- | ---- | ------------- |
| 1    | E    | Finlandia    | 12   | 6  | 4 | 0 | 2 | 21 | 10 | +11  | Repechaje     |
| 2    | C    | Croacia      | 12   | 6  | 4 | 0 | 2 | 20 | 10 | +10  | Repechaje     |
| 3    | B    | Polonia      | 12   | 6  | 4 | 0 | 2 | 21 | 14 | +7   | Repechaje     |
| 4    | A    | Países Bajos | 9    | 6  | 3 | 0 | 3 | 14 | 10 | +4   | Repechaje     |
| 5    | D    | Italia       | 7    | 6  | 2 | 1 | 3 | 14 | 18 | −4   |               |

 Fuente: 
Criterios de clasificación: 1) puntos; 2) gol diferencia; 3) goles anotados; 4) goles anotados de visita; 5) victorias; 6) victorias de visita; 7) puntos disciplinarios; 8) coeficiente.

## Repechaje
| Equipo 1     | Agr.         | Equipo 2  | Ida | Vuelta |
| ------------ | ------------ | --------- | --- | ------ |
| Países Bajos | 5–5 (5–4 p.) | Finlandia | 1–1 | 4–4    |
| Polonia      | 4–5          | Croacia   | 2–3 | 2–2    |

## Clasificados al mundial
- España
- Kazajistán
- Portugal
- Francia
- Ucrania
- Países Bajos
- Croacia